# سيرو ياباني
السيرو الياباني أو الساروية اليابانية (الاسم العلمي: Capricornis crispus) حيوان ثديي من جنس السيرو. متوطن في ثلاث جزر يابانية: هونشو، شيكوكو وكيوشو.

## معرض صور

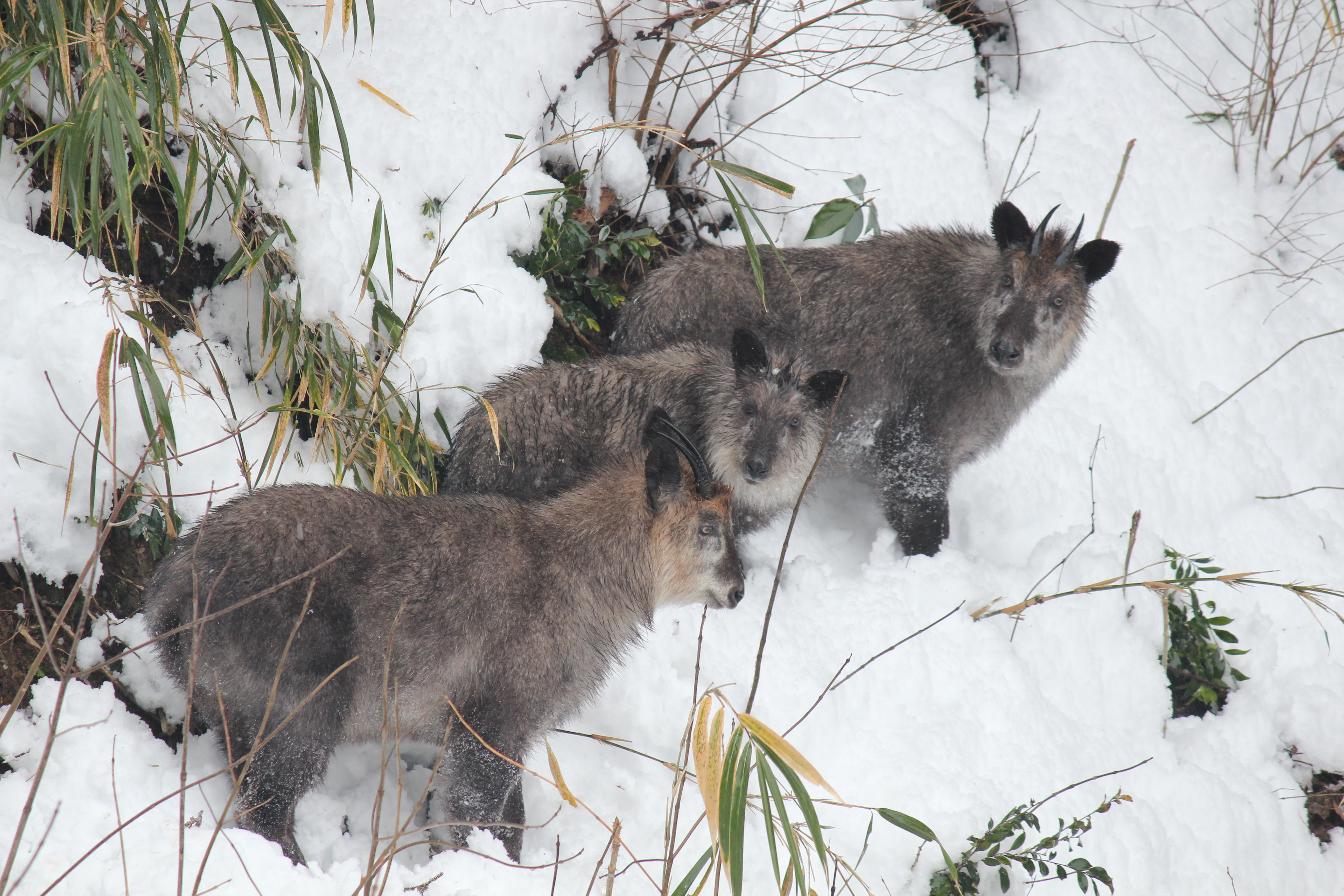
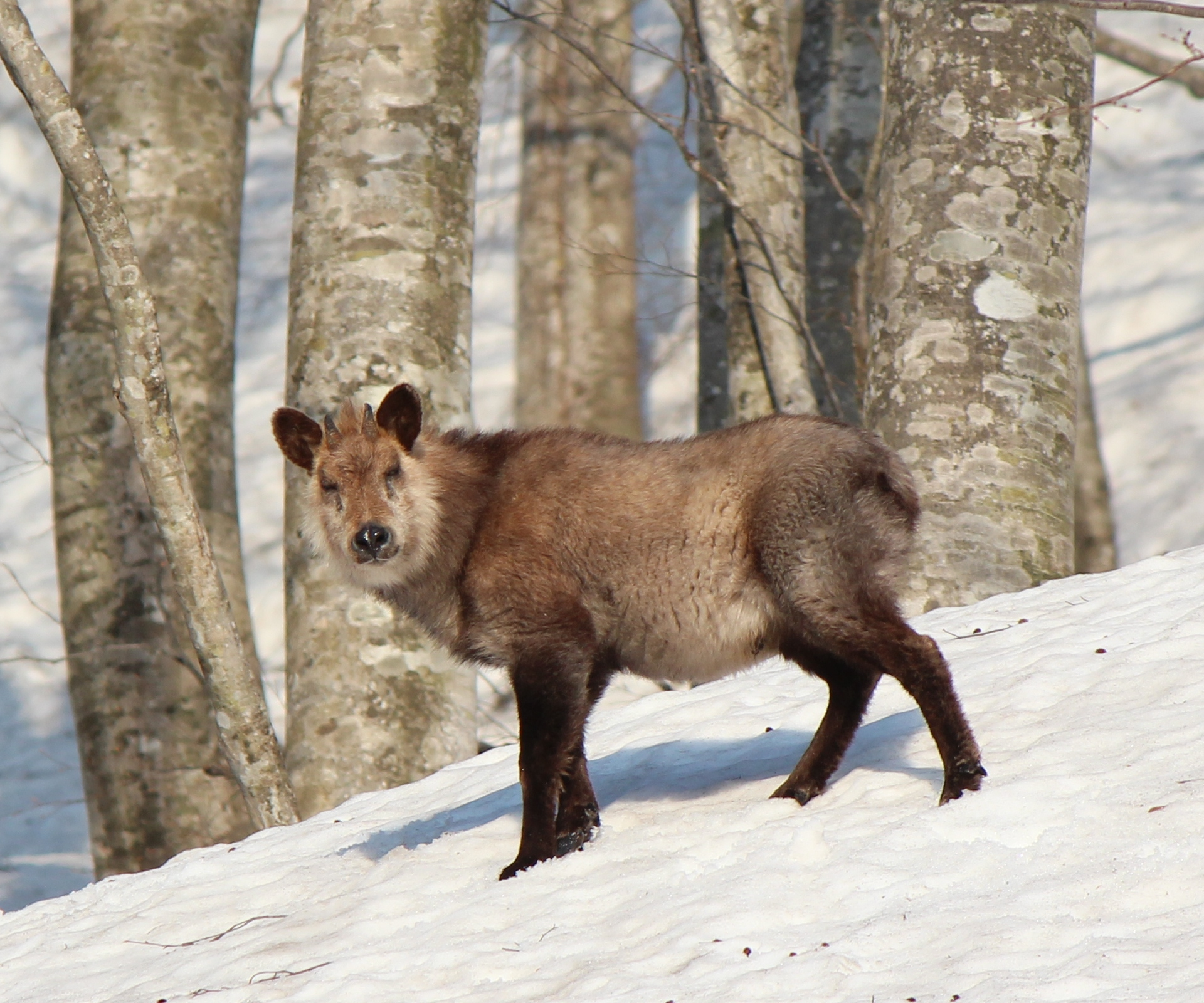
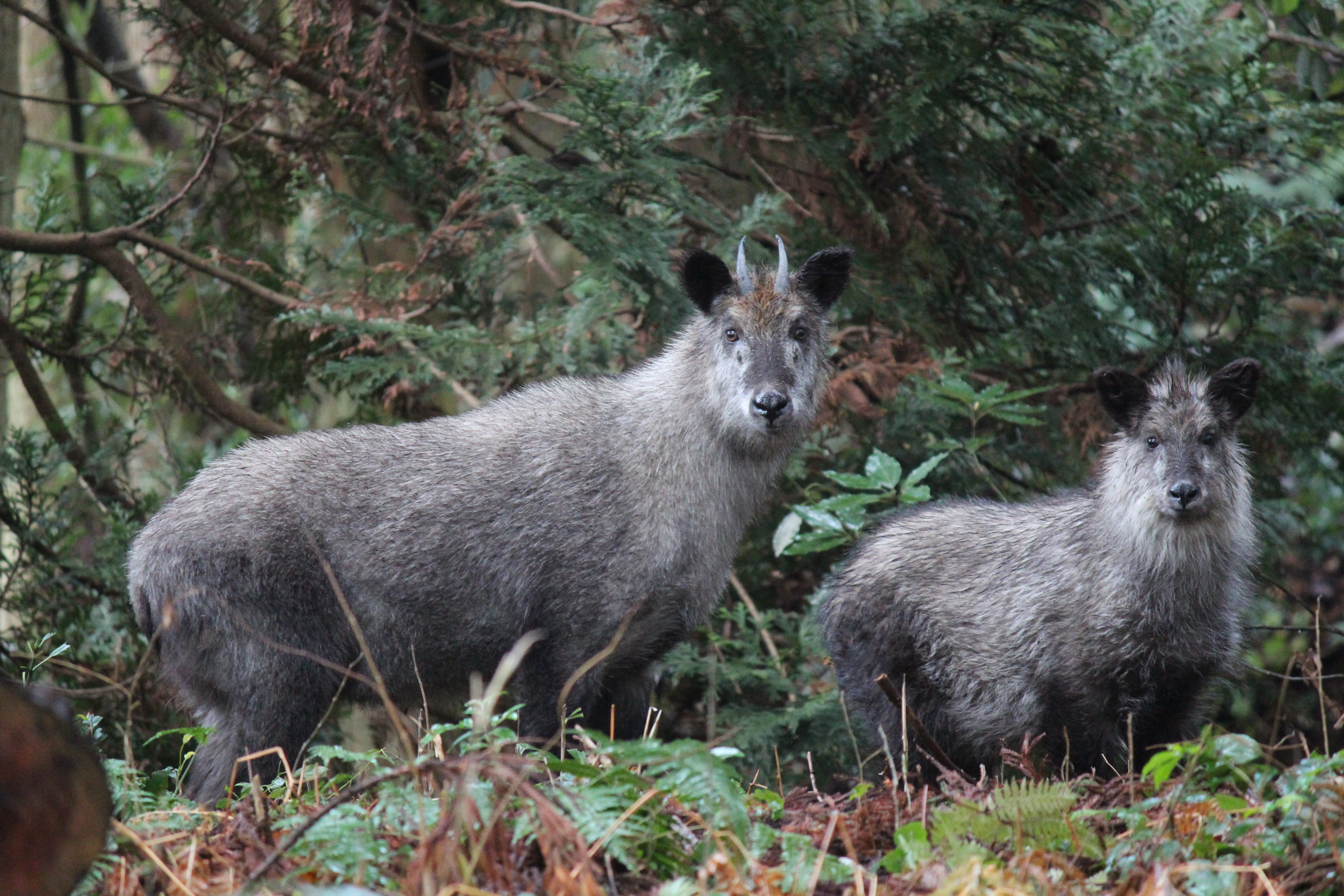